# Bořanovice
Bořanovice település Csehországban, a Kelet-prágai járásban. Bořanovice Bašť, Hovorčovice, Líbeznice, Sedlec, Zdiby és Prága településekkel határos. Lakosainak száma 950 fő (2024. január 1.).

## Népesség
A település lakosságának változását az alábbi diagram mutatja:
| Lakosok száma | 367  | 486  | 485  | 579  | 532  | 820  | 809  | 860  | 1114 | 950  |
|               | 1869 | 1900 | 1921 | 1961 | 1980 | 2011 | 2016 | 2019 | 2021 | 2024 |